# Brómossav
A brómossav a bróm egyik oxosava, képlete HBrO2. Benne a bróm oxidációs száma +3. Sói a bromitok. Instabil vegyület, csak köztitermékként fordul elő, például hipobromitok oxidációjakor vagy hipobrómossav brómsavvá történő oxidációjakor.

## Reakciói
Elő lehet állítani klasszikus kémiai vagy elektrokémiai – anódos oxidációs – módszerekkel:[forrás?]
HBrO + HClO → HBrO2 + HCl
Keletkezhet hipobrómossav diszproporcionálódásával:[forrás?]
2 HBrO → HBrO2 + HBr
Keletkezhet brómsav és hidrogén-bromid szinproporciós reakciója során is:[forrás?]
2 HBrO3 + HBr → 3 HBrO2

## Sói
Több bromit is stabil és sikerült izolálni, ilyenek például a NaBrO2· 3H2O és a Ba(BrO2)2·H2O.

## Felhasználása
A bromitokat fel lehet használni permanganátok manganáttá történő redukálására:
2MnO−4 + BrO−2 + OH− → 2MnO2−4 + BrO−3 + H2O

## Fordítás
- Ez a szócikk részben vagy egészben  a   Bromous acid című angol Wikipédia-szócikk ezen változatának fordításán alapul.  Az eredeti cikk szerkesztőit annak laptörténete sorolja fel. Ez a jelzés csupán a megfogalmazás eredetét és a szerzői jogokat jelzi, nem szolgál a cikkben szereplő információk forrásmegjelöléseként.
- Ez a szócikk részben vagy egészben  a   Bromige Säure című angol Wikipédia-szócikk fordításán alapul.  Az eredeti cikk szerkesztőit annak laptörténete sorolja fel. Ez a jelzés csupán a megfogalmazás eredetét és a szerzői jogokat jelzi, nem szolgál a cikkben szereplő információk forrásmegjelöléseként.